# Подлог
Подлог (словен. Podlog) — поселення в общині Чрномель, Південно-Східна Словенія, Словенія. Висота над рівнем моря: 162,8 м.